# Measure of a Man (Clay Aiken)
Measure of a Man è il primo album in studio del cantante statunitense Clay Aiken, pubblicato il 14 ottobre 2003.

## Tracce
1. Invisible – 4:03 (Chris Braide, Andreas Carlsson, Desmond Child)
2. I Will Carry You – 3:44 (Lindy Robbins, Dennis Matkosky, Jess Cates)
3. The Way – 4:06 (Steve Morales, Enrique Iglesias, Kara DioGuardi, David Siegel)
4. When You Say You Love Me – 4:07 (Darren Hayes, Rick Nowels)
5. No More Sad Songs – 4:01 (Jimmy Harry, Wayne Hector, Sheppard Solomon)
6. Run to Me – 3:33 (Braide, Child, Gary Burr)
7. Shine – 4:09 (Robbins, Pete Gordeno, Reed Vertelney)
8. I Survived You – 3:34 (Cates, Ty Lacy, Jeff Franzel)
9. This Is the Night (bonus cut) – 3:32 (Braide, Burr, Aldo Nova)
10. Perfect Day – 3:52 (Harry, Solomon, Danielle Brisebois)
11. Measure of a Man – 3:58 (Steve Morales, Cathy Dennis, David Siegel)
12. Touch – 3:51 (Dennis, David Eriksen)